# Eberron
Eberron es un escenario de campaña creado por el autor y diseñador de juegos Keith Baker para el juego de rol de Dungeons & Dragons. 
El escenario de Baker fue el ganador del Wizards of the Coast's Fantasy Setting Search, una competición celebrada en 2002 para crear un nuevo escenario para el juego Dungeons & Dragons. Eberron fue elegido entre más de 11000 participantes. El escenario combina un tono de fantasía con elementos pulp y aventuras tenebrosas, y algunas tecnologías que no son tradicionales en la temática de fantasía, como trenes, barcos volantes y seres mecánicos potenciados con magia.
El escenario se sitúa en el mundo de Eberron, en un período de recuperación tras una guerra destructora en el continente de Khorvaire. Eberron está diseñado para acomodar juntos elementos tradicionales de Dungeons & Dragons y razas con un toque diferenciador del escenario.
El escenario de Eberron fue lanzado oficialmente con la publicación de Eberron: Escenario de Campaña en junio de 2004. Este libro en tapa dura fue escrito por Keith Baker, Bill Slavicsek y James Wyatt. En junio de 2005 el libro ganó el Premio Origins por El mejor suplemento de rol del 2004.

## Diferencias notables con otros escenarios de campaña deDungeons & Dragons
Una de las diferencias más obvias entre Eberron y el sistema genérico de Dungeons & Dragons es el nivel de magia. La de alto nivel, incluyendo conjuros de Resurrección, es menos común que en otros escenarios. Sin embargo, la magia de bajo nivel se deja notar mucho más, principalmente conseguida a través de las Casas de las Marcas de Dragón. Como ejemplos, podemos encontrarnos con muchas ciudades que poseen farolas mágicas en sus calles, o con el "rayocarril" (una especie de tren de alta velocidad a nivel continental).
El alineamiento es menos importante que en otros escenarios. Se refuerzan los actos malvados en las razas tradicionalmente buenas, y los actos buenos en razas malvadas; pero la definición de alineamiento permanece fiel a la versión estándar Dungeons & Dragons, siendo iguales los significados de bueno y malvado. Sin embargo, la situación se agudiza con personajes de alineamientos contrarios unidos brevemente contra una amenaza común, y tanto buenos como malos se infiltrarán en organizaciones contrarias con propósito espiatorio.

## Cronología
La creación del mundo: El mundo es creado por los grandes dragones que se convierten respectivamente en el inframundo (Khyber), el cielo (Siberys) y la tierra (Eberron). Los dragones nacen de la sangre de Siberys y los demonios de la de Khyber (el resto de las razas son consideradas hijas de Eberron).
Hace millones de años: Era de los demonios. Los demonios reinan sobre todo Eberron. Los dragones atrincherados en el continente de Argonessen les combaten con ayuda de los couatls. Tras descubrir “la Profecía” y con la ayuda de los couatls logran finalmente aprisionar a los demonios y rakhasas en Khyber. Para ello los couatls se sacrifican, ya que solo almas totalmente puras pueden conseguir aprisionar a los infernales. Al finalizar la guerra los couatls quedan prácticamente exterminados y los dragones quedan seriamente dañados dejando todos los continentes menos Argonessen a su suerte.
-80.000 años aprox: Los gigantes dominaban el continente de Xen’drik formando un gran imperio que tenía esclavizados a elfos y humanos.
-40.000 años aprox: El imperio de los gigantes queda destruido tras la lucha durante siglos contra la invasión de los quori (ajenos procedentes del plano del sueño de Dal’Quor). Los elfos se rebelan y huyen hacia Aerenal donde fundan su reino. Empiezan a aparecer reinos trasgoides en Khorvaire que al cabo de unos años se convertirán en el imperio Dhakaani que dominará todo el continente. También aparecen pequeños reinos orcos en el noroeste de Khorvaire vasallos del imperio Dhakaani.
-10.000 años aprox: Inicio del fin del imperio Dhakaani a causa de la invasión extraplanar de los Daelkyr procedente del plano de Xoriat (el reino de la locura). Las tribus orcas (especialmente los druidas Cancerberos) luchan contra ellos consiguiendo su expulsión y reclusión en Khyber.
-5.000 años aprox. Fin del imperio Dhakaani.
-4.000 años aprox. Aparición de reinos gnomos (Zilargo) y medianos (Talenta) en Khorvaire.
Aparición de las marcas de dragón.
-3.000 años aprox: Llegada de los primeros humanos a Khorvaire procedentes del continente de Sarlona.
-2.000 años aprox: Primeros grandes reinos humanos en Khorvaire.
-998 años (Año I YK) Nacimiento del reino de Galifar que unifica las 5 naciones (Breland, Aundair, Karrnath, Cyre y Thrane).
-196 años (Año 802 YK) Creación de la ciudad de Stormreach en Xen’drik.
-104 años (Año 894 YK) Inicio de la Última Guerra.
-4 años (20 de Olarune (Segundo mes) del año 994 YK) Día del Luto. Destrucción de la nación de Cyre.
-2 años (Año 996 YK) Firma del tratado de Tronofirme. Fin de la guerra.
Año 998 YK – Año actual.
- Datos: Q1378808